# WRC-TV
WRC-TV（仮想チャンネル4・UHFデジタルチャンネル34）は、アメリカの首都・ワシントンD.C.に認可されたNBC直営のテレビ局。NBCユニバーサルの子会社であるNBCオウンド・テレビジョン・ステーションズが所有する当局は、クラスAのテレムンド直営の放送局であるWZDC-CD（チャンネル44）および地域スポーツネットワークであるNBCスポーツ・ワシントンの姉妹局である。WRC-TVとWZDC-CDは、ノースウェスト (ワシントンD.C.)のテンレイタウン地区にあるネブラスカ・アベニューのスタジオと送信所設備を共有している。

## 歴史

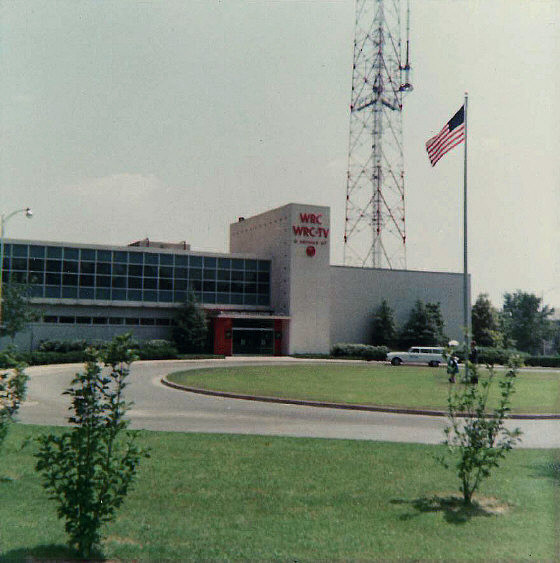
WRC-TVのスタジオ・送信所施設は、かつてはNBCのワシントン事業を収容していたもので、1958年から使用されている（1962年撮影）。

WRC-TVのルーツは、1939年にNBCの当時の親会社であったラジオ・コーポレーション・オブ・アメリカ（RCA）によって放映された実験的なテレビ局・W3XNBにまで遡る。商用コールサインのWNBW（「NBCワシントン（NBC Washington）」の略）の建設許可は、1941年12月23日にチャンネル3（60〜66MHz、1946年以前はチャンネル2に番号が付けられていた）で最初に発行された。NBCは、この許可を1942年6月29日に取り消すよう要求し、その後、チャンネル3の割り当てはバージニア州ハリソンバーグに再割り当てされ、1953年に元シェナンドアバレー・ブロードキャスティング・カンパニー（Shennandoah Valley Broadcasting Company）がWHSV-TVを開局した。
1947年6月27日、WNBWはチャンネル4で再認可され、開局された。チャンネル4は、1946年12月に7ヶ月前に開局したWTTG（チャンネル5）に続いて、ワシントンで2番目に古い商業認可テレビ局である。WNBWは、ニューヨーク市のWNBTに続き、シカゴのWNBQ、クリーブランドのWNBK、ロサンゼルスのKNBHに続いて、NBCが所有する5つの元のテレビ局の2番目に開局した。当局はWRCラジオ（980 AM、現：WTEM、93.9 FM、現：WKYS）と一緒に運営されていた。
1954年10月18日、テレビ局のコールサインは、ラジオの姉妹局と一致するように現在のWRC-TVに変更された。新しいコールサインは、RCAによる当時のNBCの所有権を反映していた。ラジオ局が売却されてコールサインが変更されてから約40年後、今日まで「-TV」という接尾辞が保持されている。
1955年、大学在学中にWRC-TV番組の人形劇を務めていた際、ジム・ヘンソンは当局の人形劇を制作するように依頼された。彼が制作したシリーズ『サムと友達』は、マペットをフィーチャーした最初のシリーズであり、ジム・ヘンソン・カンパニーを立ち上げた。
ジョン・F・ケネディ候補とリチャード・M・ニクソン候補間の2回目の大統領選挙討論会は、1960年10月7日に当局のスタジオから放送された。『ハントリー＝ブリンクリー・リポート』のデイビッド・ブリンクリーのワシントンセグメントは、1956年から1970年の間にWRC-TVで始まり、1970年代の『NBCナイトリーニュース』に関するブリンクリーまたはジョン・チャンセラーによるワシントンリポートまたは解説も同様だった。
現存する最も初期のカラービデオテープは、1958年5月22日のWRC-TVのワシントンスタジオの献身的な記録である。ドワイト・D・アイゼンハワー大統領（当時）がイベントで講演したように、NBC社長のロバート・W・サーノフが紹介した。アイゼンハワーが話す前に、サーノフはボタンをオンにし、それによって、白黒の信号がカラーに変換された。また、アメリカ大統領がカラーでビデオ撮影されたのはこれが初めてだった。
開局の時点で、チャンネル4はワシントンにある2つの完全ネットワーク所有の放送局の1つであり、もう1つはデュモン・テレビジョン・ネットワークのWTTGだった。デュモンは1956年に閉局され、その後30年間、WRC-TVはワシントンで唯一のネットワーク直営の放送局だった。
1958年から2020年にかけて、ネブラスカ・アベニューの施設が開設されてから、WRC-TVはNBCニュースのワシントン支局を収容し、そこから政治討論番組『ミート・ザ・プレス』が開始された。2021年1月、NBCニュースは支局をキャピトル・ヒル（Capitol Hill）の近くに移転した。

### テレムンド系列
2017年9月、NBCは、WRC-TVをベースにした新しいテレムンドが直営する放送局を立ち上げることを発表した。ワシントンD.C.の既存のテレムンド系列局であるWZDC-CD（チャンネル25）の所有者であるZGSコミュニケーションズは、連邦通信委員会（FCC）の2017〜2018年インセンティブ・オークションで同局のチャンネル割り当てを売却し、信号をオフにして別の放送局のチャンネルを共有することで運用を継続するために6,600万ドルの支払いを受け入れた。テレムンドのスポークスマンは、WZDC-CDのスペクトルの売却により、その意味を詳しく説明することなく、「この市場のテレムンドの提携を取り戻すことができるようになった」と述べた。NBCは後に、チャンネル共有契約を通じて無線信号をWRC-TVの信号に移動することを目的としてWZDC-CDを買収した。
NBCは2018年1月1日にWZDC-CDを管理し、WRC-TVのデジタルサブチャンネル4.3に一時的なリレーを追加した。チャンネル共有契約は同年3月7日に発効した。契約に基づき、WZDCはサブチャンネルと同様にWRC-TVの物理信号を共有するが、信号のその部分を制御し、独自の仮想チャンネル番号とライセンスを保持する。WZDCの仮想チャンネルは25.1から44.1に変更され、仮想チャネル25.1も占有するWDVM-TVとの競合を回避した。